# Hölty-Gymnasium Wunstorf
Das Hölty-Gymnasium Wunstorf ist ein Gymnasium in der niedersächsischen Stadt Wunstorf, das im Jahr 1922 gegründet wurde.

## Geschichte
Das Gebäude wurde von 1872 bis 1876 für das Königlich-Preußisches Evangelische Schullehrer-Seminar errichtet. Das Hölty Gymnasium Wunstorf wurde hier 1922 als Aufbauschule gegründet. Beide Einrichtungen bestanden bis 1925 nebeneinander.
Im Juni 1946 wurden zahlreiche, aus dem britischen Aufnahmelager Flüchtlingslager Uelzen-Bohldamm kommende Ostvertriebenen in der Aula, dem Musik- und dem Physiksaal in Massenlagern untergebracht. Die Schlafsäle der Seminaristen wurden zu fünf Dienstwohnungen für Lehrerfamilien ausgebaut. In den 1960er Jahren erfolgte deren Umbau in einen Zeichensaal und Klassenräume, die Koksheizung der Schulräume wurde auf Öl umgestellt, ebenso die Kohleeinzelraumheizungen der alten Dienstwohnungen.
Heute (2022) ist die Schule als allgemeinbildendes Gymnasium eine koedukative offene Ganztagsschule mit rund 1300 Schülern. Die Schule bietet einen bilingualen Zug an, bei dem das Fach Geschichte in der 9. und 10. Klasse auf Englisch unterrichtet wird. Das Gymnasium engagiert sich darüber hinaus für Nachhaltigkeit und soziale Belange, so unterstützt die Schule zum Beispiel eine Schule auf Madagaskar seit vielen Jahren finanziell. Die Schule bietet das Abitur nach neun Schuljahren an (G9). Der Unterricht beginnt um 8.20 Uhr und endet spätestens um 17.30 mit Mittagspause zwischen 13.45 und 14.25 Uhr.